# 1740 w literaturze

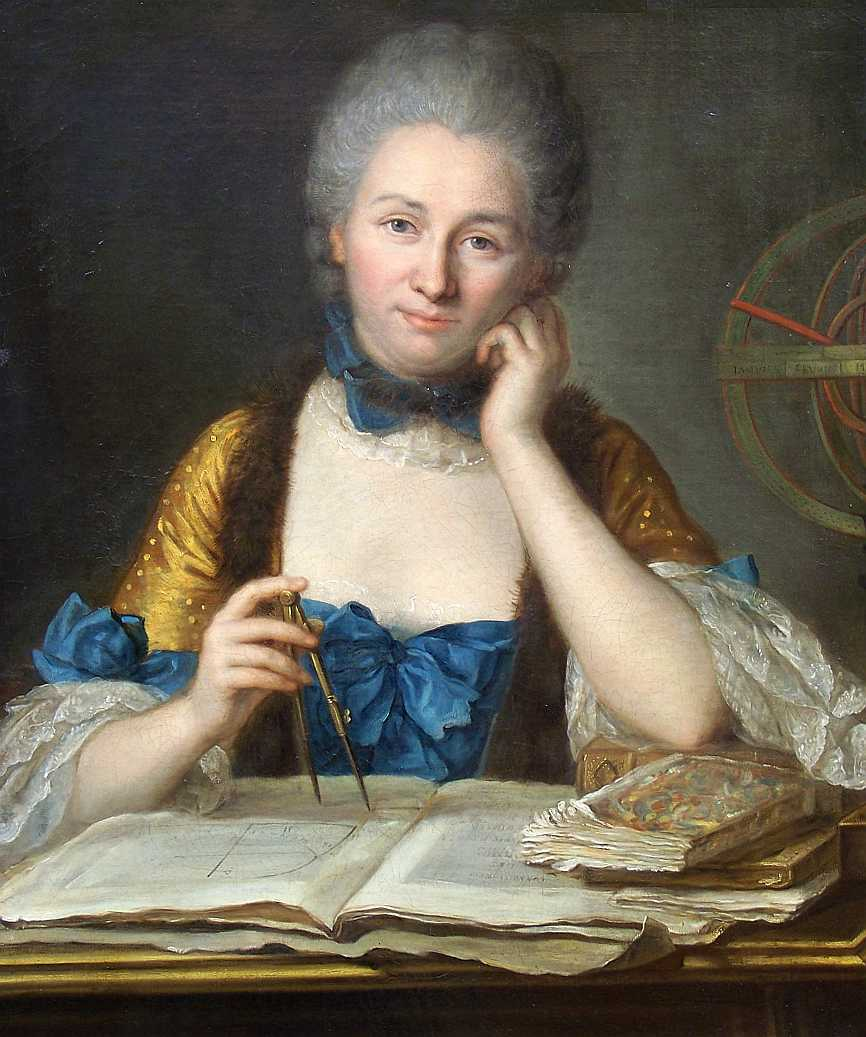
Émilie du Châtelet

Wydarzenia literackie w 1740 roku.

## nowe książki
- Émilie du Châtelet – Institutions de physique
- Samuel Richardson – Pamela, czyli cnota nagrodzona